# Воијандес (Бреша)
Воијандес је насеље у Италији у округу Бреша, региону Ломбардија. 
Према процени из 2011. у насељу је живело 95 становника. Насеље се налази на надморској висини од 635 м.